# Michele Canevarolo
Michele Canevarolo (Vo', 23 marzo 1978) è un ex pistard e ciclista su strada italiano.
Ottenne i migliori risultati su pista, soprattutto nella specialità dell'inseguimento.

## Carriera
Da Junior fu per quattro volte campione regionale veneto su pista. Nella categoria Open ottenne, ai campionati italiani su pista, quattro medaglie nazionali nell'inseguimento individuale, oltre a diversi piazzamenti: fu primo nel 1997, appena diciannovenne, agli assoluti di San Francesco al Campo, secondo nel 1998 a San Vincenzo, terzo nel 2000 ancora a Dalmine e primo nel 2001 a Milano. Nell'inseguimento a squadre raggiunse il secondo gradino del podio nel 2000 con la rappresentativa veneta, mentre nell'americana fu terzo ai nazionali 1998 in coppia con Cristian Pepoli.
Tra i risultati a livello internazionale si ricordano le partecipazioni ai mondiali open su pista e le numerose presenze in prove di Coppa del mondo. A livello mondiale ottenne un tredicesimo e un nono posto individuale rispettivamente nel 1997 a Perth e nel 2000 a Manchester; in Coppa fu invece secondo a squadre nella tappa di Quartu Sant'Elena nel 1997, alle spalle del quartetto ucraino, e quarto individuale nella tappa di Cali nel 2000.
Su strada fu diciottesimo ai campionati italiani Open a cronometro del 1998, e decimo di specialità tra gli Under-23 nel 2000.

## Palmarès

### Pista
- 1997[2]

Campionati italiani, Inseguimento individuale
- 2001[4]

Campionati italiani, Inseguimento individuale

## Piazzamenti

### Competizioni mondiali
- Campionati del mondo su pista

Perth 1997 - Inseguimento individuale: 13º
Manchester 2000 - Inseguimento individuale: 9º
Anversa 2001 - Inseguimento individuale: 20º